# Fundación Princesa de Asturias
Fundación Princesa de Asturias (FPA) —hasta 2014, denominada Fundación Príncipe de Asturias; en el momento de su creación, Fundación Principado de Asturias— se constituyó en la ciudad de Oviedo el 24 de septiembre de 1980 en un acto presidido por el entonces príncipe Felipe de Borbón, que contaba en aquel momento con doce años.
El 19 de junio de 2014, con la proclamación de Felipe como rey de España, su hija Leonor asumió el título de princesa de Asturias como su heredera. En octubre de ese año el patronato de la fundación aprobó un cambio de denominación tanto de la institución como los premios homónimos que pasarían a ser «Princesa de Asturias». Los cambios se hicieron efectivos tras la entrega de los premios de la edición de 2014.

## Premios Princesa de Asturias
Como organización sin ánimo de lucro, la fundación tiene como objetivos primordiales consolidar los vínculos existentes entre el Principado y el Príncipe de Asturias y contribuir a la exaltación y promoción de cuantos valores científicos, culturales y humanísticos son patrimonio universal. Con este último fin se crearon, un año después de su fundación, en 1981, los Premios Princesa de Asturias que se entregan cada otoño en el Teatro Campoamor de Oviedo. Estos premios se conceden en ocho categorías:
- Artes
- Ciencias Sociales
- Comunicación y Humanidades
- Cooperación Internacional
- Investigación Científica y Técnica
- Letras
- Deportes
- Concordia

La ceremonia de entrega de los premios está considerada como uno de los actos culturales más importantes de la agenda internacional. A lo largo de su historia, estos galardones han recibido distintos reconocimientos, como la declaración extraordinaria que la UNESCO realizó en 2004 por su excepcional aportación al patrimonio cultural de la Humanidad.

## Estructura

### Patronato de la Fundación
El Patronato es el órgano de gobierno y representación. Aprueba y desarrolla los presupuestos y las cuentas anuales y fija los objetivos de la Fundación. Está formado por la presidenta de honor de la Fundación, la princesa de Asturias, el vicepresidente de honor, el presidente del Principado de Asturias, Adrían Barbón, el presidente de la Fundación, Luis Fernández-Vega Sanz, 20 vocales y un secretario general, Adolfo Menéndez Menéndez.

### Patronato Princesa de Asturias
Es un órgano consultivo y honorífico al servicio de la Fundación. Está formado por la presidenta de honor, que es la princesa de Asturias, el vicepresidente de honor, el presidente del Principado de Asturias, Adrián Barbón; 79 personas o instituciones; 5 miembros de honor, los anteriores presidentes del Principado de Asturias; el secretario general como secretario del Patronato y un vicesecretario.

### Miembros Protectores
Son personas físicas o jurídicas que contribuyan a los objetivos de la Fundación con aportaciones económicas o de otra índole.

### Presidente de la Fundación
Actualmente y desde 2018 Luis Fernández-Vega Sanz es el presidente. Anteriormente lo han sido: Pedro Masaveu Peterson (1980-1987),  Plácido Arango Arias (1987-1996),  Jose Ramón Álvarez Rendueles (1996-2008) y Matías Rodríguez Inciarte (2008-2018).

### Directora
Actualmente en el cargo Teresa Sanjurjo González desde 2009.

### Director Emérito Vitalicio
Graciano García García, fundador de la Fundación y director de la misma desde su fundación hasta 2009.

### Patronos Eméritos
Los patronos que habiendo formado parte del Patronato por al menos 10 años cesen de su condición al cumplir los 75 años podrán ser nombrados patronos eméritos.